# Buhaina's Delight
Albums de Art Blakey
Mosaic
(1961) The African Beat
(1962)
Buhaina's Delight est un album du batteur de jazz Art Blakey et de son groupe The Jazz Messengers enregistré en 1961 et sorti en 1963.

## Titres
| 1.    | Backstage Sally     | Wayne Shorter                | 5:58 |
| 2.    | Contemplation       | Shorter                      | 6:18 |
| 3.    | Bu's Delight        | Curtis Fuller                | 9:20 |
| 4.    | Reincarnation Blues | Shorter                      | 6:36 |
| 5.    | Shaky Jake          | Cedar Walton                 | 6:38 |
| 6.    | Moon River          | Henry Mancini, Johnny Mercer | 5:12 |
| 40:09 |                     |                              |      |

## Musiciens
- Art Blakey - Batterie
- Freddie Hubbard - Trompette
- Curtis Fuller - Trombone
- Wayne Shorter - Saxophone ténor
- Cedar Walton - Piano
- Jymie Merritt - Contrebasse